# Пінська конгрегація (1791)
Пінська конгрегація — церковний собор вірян Православної Церкви в Речі Посполитій який розпочав свою роботу 15 червня 1791 р., у Богоявленському монастирі в Пінську. Собор православного духовенства багато років не скликався на теренах Білорусі та Польщі. Його завдання полягало у розробці пропозицій щодо закріплення незалежності православного духовенства на території Речі Посполитій від Російської імперії. Згідно постанова конгрегації Православні клірики мали емансипуватись із католицькими та уніатськими кліриками.

## Передумови конгрегації
Східне християнство було присутнє на польських територіях з давніх часів. Розширення держави Мешком I в другій половині X ст. задекларувало тріумф латинського християнства. Проте, у XIV столітті з завоюванням Червоної Русі Королем Казимиром Великим у Королівстві виявилася значна православна громада, яка згодом ще збільшилася в результаті унії з Великим князівством Литовським — так, що православні могли становити більше половини населення. В результаті Берестейської унії 1596 року східне християнство розкололося на уніатську церкву в спілкуванні з Римом і Православну, яка не визнавала владу Папи. Після певного періоду заборони під час правління Сигізмунда III, що підтримував унію, православ'я, нарешті, було легалізовано у 1632 році. Його вплив, проте, очевидно ослаб в результаті воєн XVII століття і втрати на користь Москви великих територій східної Литви і Корони разом з Києвом — резиденцією митрополита.
Проте, в надії на об'єднання східних християн в Речі Посполитій під керівництвом Папи сейм в 1676 році заборонив їм мати контакти з Константинопольським Патріархом і тим самим посприяв ієрархії Москви взяти повний контроль над ними. У 1685 році єпископ Луцький, князь Гедеон Святополк-Четвертинський, новий київський митрополит, присягнув в Москві на послух Патріарху Московському, який його потім і висвятив. У той же час московська дипломатія отримала від Патріарха Константинопольського відмову від суверенітету над Києвом. Коли в 1721 році Петро І створив Святійший Урядовий Синод — державну адміністрацію, яка взяла на себе обов'язки Патріарха Московського — православні священики у Речі Посполитій стали підпорядковані безпосередньо владі російської держави, ставши ніби їх посадовими особами за межами імперії. Але ніхто не намагався запобігти цьому. Станом на 1702 рік православні в Речі Посполитої мали тільки одну єпархію, Білоруську, а Росія посилювала гегемонію в польсько-литовській державі.
На просторах польської України тривала протягом усього XVIII століття боротьба за душі між уніатами і православними — дизунітами, як їх називали з XVII століття. Тлів там також соціальний конфлікт між шляхтою і кріпаками, який іноді набував насильницьких форм. Оскільки шляхта була в переважній більшості католицькою, і часто намагалася нав'язати селянам унію, захист православ'я стала однією з основних форм селянського опору. З незвичайною силою вона проявилася в 1768 році під час селянського повстання під назвою Коліївщина, коли — за переконаннями того часу — було знищено двісті тисяч шляхтичів, католицьких священників обох обрядів (тобто й уніатів) і євреїв. У той же час сформувалася Барська конфедерація, проти якої виступили російські війська. Хоча росіяни були залучені до боротьби з Коліївщиною, самої їх присутності було досить, щоб шляхетська думка утвердилася в тому, що повстання було результатом російської змови.
В Такій напруженій ситуації, пов'язаній з ліквідацією російського протекторату Чотирирічним сеймом, почали циркулювати новини про підготовку руськими (білорусами й українцями) селянами бунту, багато політиків і публіцистів спрямували підозри на православне духовенство — а на Волині також й на уніатське. Навесні і влітку 1789 року було здійснено ряд рішучих заходів щодо запобігання бунту. Без сумніву, однак, жертвами репресій стали десятки невинних духовних осіб, селян, українських купців і звичайних волоцюг — заарештованих, допитаних, ув'язнених, підданих тортурам, і часто страчених на підставі показань осіб, які намагалися захистити таким чином життя. Був затриманий навіть предстоятель Православної Церкви в Речі Посполитій єпископ Віктор Садковський.
Ці події звернули увагу політичної еліти на безпосереднє підпорядкування православного духовенства в Речі Посполитої російській владі. Уже у березні король Станіслав Август Отримав від Катерини II згоду на видалення з молитов в польських і литовських церквах її імені та імен великих князів, а також прохань про перемогу російської зброї. Потім сейм наказав усім православним священикам присягнути на вірність королю і Речі Посполитій. Була призначена депутація для з'ясування причини бунтів. У березневому звіті 1790 року не йшлося нічого про повстання, проте, були широкі історичні висновки про соціально-релігійні конфлікти в Україні і ролі Росії в різних нещастях Речі Посполитої. Все це привело депутацію до формування думки про необхідність повної незалежності Православної Церкви в Речі Посполитій від Росії і підвищення статусу всюди обмежених уніатів.

## Конгрегація
Сейм погодився з цими висновками і через старосту щерецького Петра Потоцького, посла при Високої Порті (Османської імперії — ред.), Почав переговори з Константинопольським патріархом. У той же час почалися консультації з представниками місцевих православних, і після певних перипетій, в 31 березня 1791 р. Сейм видав указ про скликання 15 червня конгрегації, через те, що віддалені від Пінська українські монастирі й протопопи не могли прислати своїх делегатів на 15 травня. На Собор у Пінську мали прибути представники духовенства і світських православних з Корони і Великого князівства, чия лояльність по відношенню до держави була бездоганною. Також були призначені чотири комісара з числа депутатів, які повинні були керувати засіданнями: від Корони — сандомирський посол Кохановський і генерал Подольських земель князь Чарторийський; від Литви — троцький посол Залєський і пінський посол Бутримович.
Також універсал закликав, з огляду на доброзичливе ставлення уряду до православ'я, відправити по всіх церквах урочисті молебні за здоров'я короля та за стан Речі Посполитої, що прийняли під свою опіку Православну Церкву. Після молебнів церкви й монастирі та братства «вільними голосами» повинні вибрати делегатів на собор найбільш достойних осіб з-посеред чернецтва й білого духовенства та світських, людей що «знали канони святих соборів і закони держави».
У Пінському соборі взяли участь 103 делегати: 25 ченців, 22 простих священика і 56 мирян з яких 19 шляхтичів, решта міщани. Приїхали і представники грецької діаспори з Познані. Також прибули й католики. Серед них генерал інспектор військ великого князівства Литовського Грабовський, члени цивільно-військової комісії Пінського повіту, багато польських дідичів і урядовців того ж повіту; Уніатські єпископи: пінський Йоаким Дашкевич-Горбацький і його коадьютор, єпископ турівський Булгак. Присутність їх на відкритті православного собору мала надати урочистий характер цій історичній події та переконувати вимучених в довгих роках переслідувань православних про щирість замірів теперішнього уряду поставити Православну Церкву в новий стан правного й незалежного існування.
З точки зору канонічного права, проблема полягала у відсутності єпископів, бо єдиним єпископом в Речі Посполитій був Віктор Садковський, утримувався під вартою у Варшаві. З чотирьох обраних Сеймом комісарів в роботі взяв участь тільки сандомирський депутат Михайло Кохановський який і відкрив 15 червня засідання конгрегації в Пінську в церкві Богоявлення Господнього. Кохановський і надалі залишився головним речником з боку уряду по реалізації ідеї церковної автокефалії Православної Церкви в Польщі. На церемонії відкриття був присутній також волковиський депутат Павло Грабовський який був кальвіністом. Головою собору, обрано було архімандрита старшого на Україні Мотронинського манастиря Іринарха Балановського.
Після підготовки всіх потрібних матеріалів, пленарні засідання Пінської Конгрегації відбулись 1 і 2 липня 1791 р. Була відслужена літургія грецькою мовою, а перед іконостасом перебував під навісом трон з портретом Станіслава Августа і срібною короною на ньому. У відповідь на промову депутата Кохановського представники православного духовенства висловили промови слов'янською, польською та латиною, з ентузіазмом описуючи зміни, пов'язані зі зростанням толерантності при Станіславі Августі і об'єднанням всіх жителів Речі Посполитої навколо травневої конституції 1791 року. Учасники собору відкрито описали своє становище протягом останніх двохсот років. За їх словами, у своїй власній країні їх влада мала за іноземців і часто ворогів.
Були розглянуті і загальним та одноголосним рішенням собору прийняті правила про устрій Православної Церкви в Польщі, які були укладені в 11 артикулах, поділених кожний на кілька параграфів.

### 11 артикулів
1. Ієрархія Східньої Православної Церкви в Польщі обв'язана бути в духовній залежності від Царгородського патріарха, який має поставити тепер архієпископа і єпископів названої Церкви; в дальшому часі, до патріаршої царгородської кафедри ієрархія ця звертається тільки в справах чи питаннях, що відносяться до догматичної науки Православної Церкви.
2. Генеральна конгрегація, або «Національний собор православних церков королівства Польського і великого князівства Литовського» збірається кожних 4 роки у такому складі: увесь єпископат, старші архімандрити і асесори головної консисторії та делегати духовні і світські, обрані єпархіальними конґреґаціями (єпархіальними соборами).
Національний собор православних церков королівства Польського і великого князівства Литовського має право: а) обрання архієпископа і єпископів, які висвячуються власними ієрархами по згоді державної влади на обраних кандидатів;
б) обрання й поставлення архімандритів;
в) вищого апеляційного церковного суду;
г) контролі чинностей головної консисторії;
д) інших всяких розпоряджень, що торкаються життя Церкви.
Усі справи віри і богослужбових обрядів вирішують на соборі тільки духовні особи на підставі канонів 7 Вселенських соборів, а справи, що торкаються економії, доброго порядку і управління фундушами, рішаються спільно з делегатами і асесорами стану ці-вільного, більшістю голосів.
3. Національний Синод Церкви, як постійно діючий церковно-адміністративний орган, має бути в складі архієпископа, на правах обласного митрополита, як голови Церкви, і трьох єпархіальних єпископів. Національний Синод управляє Церквою на підставі канонічних правил і загальних постанов 7 соборів вселенських соборів, не дозволяє собі апеляції в церковно-адміністративних справах де-будь поза межами Речі Посполитої, все остаточно вирішуючи постановами свого Національного Синоду.
4. При архієпископі існує генеральна чи головна консисторія в складі 12 осіб, по три особи від чернецтва, білого духовенства, шляхецтва і міщанства (останні дві категорії представників не мають голосу в питаннях віри і обрядів).
5. Єпархіями управляють єпископи (крім архієпископа. Мало єпископів бути три, звідкіля треба думати, що намічалось 4 православних єпархії в Польщі.) При них були єпархіяльні консисторії, як постійний адміністративний орган. Членів консисторії обирали єпархіальні конгрегації, чи собори, до яких належала також ревізія чинностей консисторії.
6. Кожна єпархія мала бути поділена на деканати чи протопопи, в яких духовне правління складалось з протопопа, його намісника, двох священників з-посеред парафіяльного духовенства, асесора і писаря (два останніх з шляхти або міщанства). Що чотири роки в протопопіях мають відбуватися свої деканальні конгрегації.
7. Діловодство в органах церковного управління повинно було провадитися в двох мовах: в польській і руській (українській); якщо в одній, то тільки в польській.
8. В кожній парафії повинна бути школа для дітей парафіян під наглядом протопопа, місцевого настоятеля і старших братчиків, а вчителями мали бути дячки, що вміють читати по-польському й по-руському, або й не дячки, на утримання яких мусів бути відповідний збір посеред парафіян. При кожній парафіяльній церкві повинен бути також шпиталь (притулок) для утримання найбідніших з парафіян.

## Рішення, ухвалені конгрегацією
У неділю 3 липня 1971 р. святкували успішне закінчення роботи. Була відправлена урочиста літургія, стріляли зі зброї, а також в центрі міста була споруджена тріумфальна арка, яка показувала перемогу висхідного сонця над темрявою. Там також було вміщено зображення короля і герби Польщі та Литви в оточенні цитат з Писання, що підкреслюють користь, яка виходить від миру між співвітчизниками. У розставлених поряд наметах «для численних гостей і місцевої знаті православного віросповідання ввечері було організовано великий бенкет, де різноманітні напої протягом всієї ночі вдосталь поставлялися». На наступний день депутат Михайло Кохановський відправився до Варшави, щоб представити резолюції в Сейм для затвердження.
Найважливішим нововведенням стало створення в Речі Посполитої «верховного національного церковного уряду». Він повинен був бути незалежним від зовнішніх впливів, і тільки в питаннях догматики підкорятися авторитету Патріарха Константинопольського. На практиці це прирівнювалося до автокефалії. Православна церковна ієрархія складалася з одного митрополита і трьох єпископів, які б утворили «національний» Синод. Також мала існувати генеральна консисторія, яка б обиралася кожні чотири роки на Синодальних зборах з делегатів від духовенства і віруючих. Обрані органи були введені на всіх рівнях адміністрації. Структура Польсько-Литовської Православної Церкви мала бути заснована на принципі обрання і взаємної відповідальності духовенства і віруючих за Церкву.
Проект Пінської конгрегації був прихильно прийнятий більшістю політичної еліти, однак, він зустрів опір сановників Католицької Церкви обох обрядів — тобто і греко-католиків. Вони боялися зростання впливу відновленої Православної Церкви, яка могла б залучити частину уніатів. Крім того, сама модель чисто «національного» устрою Церкви, даючи представникам віруючих таку широку участь в управлінні, викликала занепокоєння в якості потенційної моделі для атак на прерогативи духовенства і зв'язку Католицької Церкви з Римом.
Коли ж проект перейшов до обговорення в Сеймі в травні 1792, на рішення впливали насамперед політичні міркування. 18 травня російський посол вручив Підканцлеру Іоахіму Хрептовічу ноту з повідомленням про військову інтервенцію в захист республіканських свобод Речі Посполитої. На загальне переконання, емансипація Православної Церкви мала зміцнити лояльність її віруючих і запобігти їх співпраці з російськими військами. 21 травня 1792 року краківський депутат Станіслав Солтиком стверджував, що свобода є найбільш ефективним засобом проти іноземної узурпації, і хоча громадяни Речі Посполитої говорять на різних мовах і є послідовниками різних релігій, свобода і справедливість буде об'єднувати їх перед лицем небезпеки. Проект був затверджений більшістю 123 голосів проти 13 голосів опозиції. Православна генеральна консисторія універсалом від 1 червня наказала відправлення у всіх монастирях і парафіях літургій подяки і проголошення проповідей про борг вірності і любові до Речі Посполитої.

## Реакція на собор
З Риму писали до Варшави і казали що вони «не допустять, щоб в католицькій державі чуже віровизнання користало з тих же прав, що й пануюча релігія»; Також католики у листах висловили думку що уступки православ'ю можуть мати тяжкі наслідки для пануючої католицької релігії, яка буде поволі слабнути та яку постараються остаточно знищити і що навіть з мотивів політичних не вільно давати дизунітам (православним) більших прав в Польщі, «бо вони в кожній хвилі можуть порушити спокій в державі та будуть знаряддям в руках Росії, яка хоче зробити Польщу своєю провінцією». Папський нунцій у Варшаві передав 14 вересня 1791 р. королю ноту Ватикану з домаганням не давати таких прав православним. Король відповів нунцію, що справа зайшла вже далеко, щоб її назад потягнути, та й ті люди не захочуть її залишити. Нунцієві наказано було з Риму зробити єдину, як треба буде, уступку: погодитися, щоб у православних був тільки один єпископ, і щоб все залишилось по старому.
Спротив Риму, за ним і польського католицького духовенства, насторожив і польське католицьке населення та підіймав його проти утворення в Польщі православної незалежної ієрархії. Уніатський митрополит Ростоцький зібрав в Бересті уніятське духовенство, звідкіля воно послало королеві Станіславу Августу просьбу не утворювати православної ієрархії згідно постанов Пінської конгрегації, бо «для дизунітів в Польщі, з огляду вже на число їх, зовсім не потрібно стільки єпископів, які можуть тільки заколоти чинити в нашій батьківщині Польщі». Інші вважали, що нова православна ієрархія буде тільки, як робили це архімандрит Яворський і єп. Садковський, підбурювати православних, щоб мучили вони шляхту, а тому настоювали, що найкраще буде, коли цілком вигнати з України православних ченців і священників та завести скрізь унію.

## Після собору
Після конгрегації положення православного єпископа Садковського і других ув'язнених з ним було поліпшено: їх перевезли до Литовських казарм на березі Вісли, проти Лазенок, дали світле приміщення з видом на річку і королівський палац в Лазенках, посадовили по два, по три після двохрічної розлуки; єпископ продовжував сидіти в одиночці.
Подальших дій на основі конгрегації немає. Невідомо про будь-яку участь польських і литовських православних з інтервентом. Вони не були йому потрібні — перевага сил і так була величезною. З поразкою травневої Конституції було поховано також і «Верховний національний церковний уряд».
Історик Іван Власовський так оцінював Собор у Пінську «в свідомості церковній наших прадідів, духовенства і вірних православні засади соборности і виборности в устрої церковному збереглися, і при тому — в традиційному застосованні цих засад у нас, під чим розуміємо не порушення, а одночасне заховання при цих засадах прав Боговстановленої у Вселенській Церкві ієрархії»